# Ксьондзов Григорій Васильович
Григорій Васильович Ксьондзів (1916—2006) — полковник Радянської Армії, учасник Німецько-радянської війни, Герой Радянського Союзу (1946).

## Біографія
Григорій Ксьондзів народився 23 квітня 1916 року в селі Річки (нині — Вітківський район Гомельської області Білорусі). Закінчив Гомельський сільськогосподарський технікум. У 1937 році Ксьондзів був призваний на службу до Робітничо-селянської Червоної армії. У 1940 році він закінчив Краснодарське військове авіаційне училище льотчиків-спостерігачів і штурманів. Із червня 1941 року — на фронтах Німецько-радянської війни. У червні 1942 року Ксьондзів закінчив Рязанську вищу військову авіаційну школу штурманом. У боях два рази був поранений.
До кінця війни гвардії капітан Григорій Ксьондзів був штурманом ескадрильї 33-го гвардійського бомбардувального авіаполку 12-ї бомбардувальної авіадивізії 3-го гвардійського бомбардувального авіакорпусу 18-ї повітряної армії. За час боїв він здійснив 255 бойових вильотів.
Указом Президії Верховної Ради СРСР від 15 травня 1946 року за «мужність і героїзм, проявлені в бойових вильотах» гвардії капітан Григорій Ксьондзів був удостоєний високого звання Героя Радянського Союзу з врученням ордена Леніна й медалі «Золота Зірка».
Після закінчення війни Ксьондзів продовжив службу в Радянській армії. Закінчив Військово-повітряну академію. У 1961 році в званні полковника Ксьондзів був звільнений у запас. Проживав і працював у Мінську. Помер 1 листопада 2006 року, похований на Північному кладовищі Мінська.
Був також нагороджений трьома орденами Червоного Прапора, орденом Вітчизняної війни 1-го ступеня, двома орденами Червоної Зірки, великою кількістю інших медалей.